# Andrezieux Challenger 2002
L'Andrezieux Challenger 2002 è stato un torneo di tennis facente parte della categoria ATP Challenger Series nell'ambito dell'ATP Challenger Series 2002. Il torneo si è giocato a Andrézieux in Francia dal 18 al 24 febbraio 2002 su campi in cemento indoor.

## Vincitori

### Singolare
Julian Knowle ha battuto in finale  Julien Varlet con il punteggio di 6–2, 6–4

### Doppio
Julian Knowle /  Jürgen Melzer hanno battuto in finale  Aleksandar Kitinov /  Todd Perry con il punteggio di 6–4, 6(5)–7, 6–1